# John Braine
John Gerard Braine, född 13 april 1922 i Bradford, West Yorkshire, död 28 oktober 1986 i London, var en brittisk författare. Han räknades ofta till den grupp brittiska författare kallade "arga unga män", som uppstod under 1950-talet.
Braine utbildade sig till bibliotekarie, deltog i andra världskriget men blev hemsänd 1943 på grund av tuberkulos.